# José Miguel Fonollosa Castejón
José Miguel Fonollosa Castejón   (Vinaròs, 1975) és un historietista valencià.

## Biografia
L'any 2000 va començar a col·laborar en la revista infantil Camacuc on col·labora amb les sèries Vampi, Hotel Monster i Trastades a l'Olimp.
Per a Dibbuks va produir l'àlbum Billy Bob: Buscando piedras con las que tropezar (2006) i la novel·la gràfica Te quise como solo se quiere a los cabrones (2007), que van comptar amb guions de Manuel Castany i Maria José Jiménez, respectivament.
En 2008 i després de la fantàstica Sebastian Lefou (Aleta Ediciones, 2008), va iniciar una sèrie històrica de llarg recorregut, El viaje de Darwin de temàtica històrica.
El 2010 comença la publicació del seu webcomic Miau, les protagonistes de la qual estan inspirades en les seves dues gates, Dufa i Belfidel. Se n'han publicat 8 llibres i traduït a 5 idiomes. El 2018 inicia una nova sèrie de tires humorístiques sobre la vida amb els teus animals: "Perros vs. Gatos". El 2021 publica Refugio, on ens apropa al treball de les protectores d'animals des de la seva experiència treballant com a voluntari a SPAX.
En les obres humorístiques és on adquireix notorietat; amb les paròdies Los muertos revivientes (Dolmen), “Los Vengatas” o series como “Los Otros Superheroes”, “Mordiscos” o “Sex o no Sex”.
A més dels seus llibres, ha participat en revistes d'humor a Espanya com El Jueves, Retranca, El Climaco o Amaníaco.

## Premis
- XXXV Premi Diari d'Avisos 2011 al millor guió d'historieta d'humor.[4]
- Premis Torre del Agua 2020 al millor còmic espanyol per VAMPI Cuéntame un cuento.[5][6]